# La divorziata (film 1972)
La divorziata (Les feux de la chandeleur) è un film del 1972 diretto da Serge Korber, tratto da un romanzo di Catherine Paysan.
Fu presentato in concorso al 25º Festival di Cannes.

## Trama
1962. I coniugi Marie-Louise e Alexandre Boursault annunciano ai figli Laura e Jean-Paul la decisione di separarsi. Causa principale dei gravi dissapori è l'atteggiamento di attivista comunista della donna, che influisce negativamente sull'educazione dei figli e che danneggia l'attività di notaio del marito.
1972. Ottenuto il divorzio, Alexandre si è sposato nuovamente. Jean-Paul, laureatosi in legge, lavora nel suo studio. Marie Louise ha da tempo abbandonato l'attività politica e vive nella speranza che l'ex marito la ami ancora e torni con lei. Laura studia psichiatria a Parigi, finché un giorno ritorna da sua madre. Laura è indisciplinati all'inizio. Poi lei si innamora di un amico di sua madre, il socialista Marc.